# مارگریت دیزی
مارگریت دیزی (انگلیسی: Argyranthemum frutescens) گیاهی است چند ساله که به خاطر گلهایش شناخته شده‌است. بومی جزایر قناری (بخشی از اسپانیا است.